# Angry Birds Action!
Angry Birds Action è un videogioco rompicapo basato sul franchise dei famosi uccellini arrabbiati Angry Birds, e come personaggi dall'omonimo film. Distribuito da Rovio Entertainment, il videogioco è disponibile per sistemi iOS e Android. Il gioco è un vero e proprio sequel del film .

## Storia
Leonard e tutti gli altri maialini verdi hanno di nuovo rubato le uova degli uccelli e Red, Chuck, Bomb e Terence partono alla ricerca per recuperarle tutte.

## Modalità di gioco
Tramite il touchscreen e dosando la forza della spinta, bisogna fare in modo che il personaggio venga "lanciato", tipo pallina da flipper, e che raccolga tutte le uova presenti nel livello per poter così passare a quello successivo. Di tanto in tanto si potranno utilizzare dei cannoni per sparare il bird ancora più lontano o per raggiungere posti inaccessibili, blocchi di pietre superabili scavalcandoli o casse di esplosivi che rallenteranno la corsa. Ogni personaggio ha caratteristiche differenti dagli altri.